# Кононыхин, Пётр Никонорович
Пётр Никоно́рович Кононы́хин (Кононихин) (1912—1960) — старшина Рабоче-крестьянской Красной Армии, участник Великой Отечественной войны, Герой Советского Союза (1945).

## Биография
Родился в 1912 году в селе Большая Грибановка (ныне — посёлок Грибановский Воронежской области).
После окончания начальной школы работал в колхозе.
В августе 1941 года был призван на службу в Рабоче-крестьянскую Красную Армию. С сентября того же года — на фронтах Великой Отечественной войны. К февралю 1945 года старшина Пётр Кононыхин командовал взводом 696-го стрелкового полка 383-й стрелковой дивизии 33-й армии 1-го Белорусского фронта. Отличился во время боёв в Германии.
5 февраля 1945 года одним из первых переправился через Одер в районе города Фюрстенбург (ныне — в черте Айзенхюттенштадта), захватил позиции на его западном берегу, отразил три немецкие контратаки, способствовав успешной переправе основных частей полка.
Указом Президиума Верховного Совета СССР от 24 марта 1945 года старшина Пётр Кононыхин был удостоен звания Героя Советского Союза с вручением ордена Ленина и медали «Золотая Звезда» №5210.
После окончания войны демобилизован. Проживал и работал в Краснодаре. Скончался 18 ноября 1960 года. Похоронен на кладбище посёлка Северный Прикубанского округа г. Краснодара.
Был также награждён орденами Красной Звезды и Славы 3-й степени, рядом медалей.
В честь Кононыхина названа улица в Грибановском.